# Stevensville (Montana)
Stevensville is een plaats (town) in de Amerikaanse staat Montana, en valt bestuurlijk gezien onder Ravalli County.

## Demografie
Bij de volkstelling in 2000 werd het aantal inwoners vastgesteld op 1553.
In 2006 is het aantal inwoners door het United States Census Bureau geschat op 1914, een stijging van 361 (23,2%).

## Geografie
Volgens het United States Census Bureau beslaat de plaats een oppervlakte van
1,3 km², geheel bestaande uit land. Stevensville ligt op ongeveer 1026 m boven zeeniveau.

## Plaatsen in de nabije omgeving
De onderstaande figuur toont nabijgelegen plaatsen in een straal van 32 km rond Stevensville.